# Сковешинек
Сковешинек (пол. Skowieszynek) — село в Польщі, у гміні Казімеж-Дольний Пулавського повіту Люблінського воєводства.
Населення — 277 осіб (2011).

## Демографія
Демографічна структура станом на 31 березня 2011 року:
|          | Загалом | Допрацездатний вік | Працездатний вік | Постпрацездатний вік |
| -------- | ------- | ------------------ | ---------------- | -------------------- |
| Чоловіки | 145     | 28                 | 103              | 14                   |
| Жінки    | 132     | 24                 | 78               | 30                   |
| Разом    | 277     | 52                 | 181              | 44                   |